# Lucius Hortensius
Lucius Hortensius was een Romeins staatsman uit de 2e eeuw v.Chr.
Hij was praetor in 111 v.Chr. In 108 v.Chr. werd hij tot consul gekozen, maar werd voor hij zijn ambt kon aanvaarden door de senaat veroordeeld, waarschijnlijk wegens omkoping. Hij werd vervangen door Marcus Aurelius Scaurus.
De antieke bronnen voor Lucius Hortensius zijn vaag. Het bewaard gebleven fragment van de fasti, de marmeren platen waarop de consuls per jaar werden vermeld, geeft niet zijn volledige naam weer. Het is mogelijk dat zijn voornaam van Quintus in plaats van Lucius was. Er is gesuggereerd dat dit de vader van de beroemde redenaar Quintus Hortensius Hortalus was, maar deze relatie is niet aantoonbaar.

## Referentie
- T. Broughton, The magistrates of the Roman Republic Vol. I: 509 BC - 100 BC, Lancaster (Californië) 1951. pp. 540-542, 548. ISBN 0891307060